# Oleg kijevi fejedelem
Oleg (svéd nyelven Helgi, ószláv nyelven Ольгъ), (845 körül – 912) varég vezér, 879 és 912 között kijevi fejedelem. Őt tartják a Kijevi Rusz alapítójának.

## Kijev meghódítása
Oleg az orosz őskrónika szerint Rurik rokona, a Joachim-krónika alapján a sógora volt; a novgorodi első krónika viszont azt állítja, hogy csak egyik hadvezére. Rurik őt bízta meg, hogy viselje gondját kiskorú fiának, Igornak. Az uralkodó 879-es halála után Oleg Novgorod fejedelme lett. 882-ben varég, csúd, szlovén és krivics harcosokból nagy sereget gyűjtött és elfoglalta Szmolenszket és Ljubecset, majd a Dnyeperen leereszkedve Kijevhez ért. Oleg kicsalta a városból annak két uralkodóját, a varég Aszkoldot és Dirt, megölette őket és utána elfoglalta Kijevet. Székhelyét is ebbe a városba helyezte át, ahol ellenőrizni tudta a balti-bizánci kereskedelmet.
A következő 25 évet birodalma határainak kiszélesítésével töltötte. Meghódoltatta a drevljánokat (883-ban), a szeverjánokat (884-ben) és a radimicseket (885-ben). Utóbbi két törzs addig a kazároknak fizetett adót.
Az őskrónika szerint 898-ban haladtak el Kijev alatt a nyugatra tartó magyarok.

## A bizánci kapcsolat

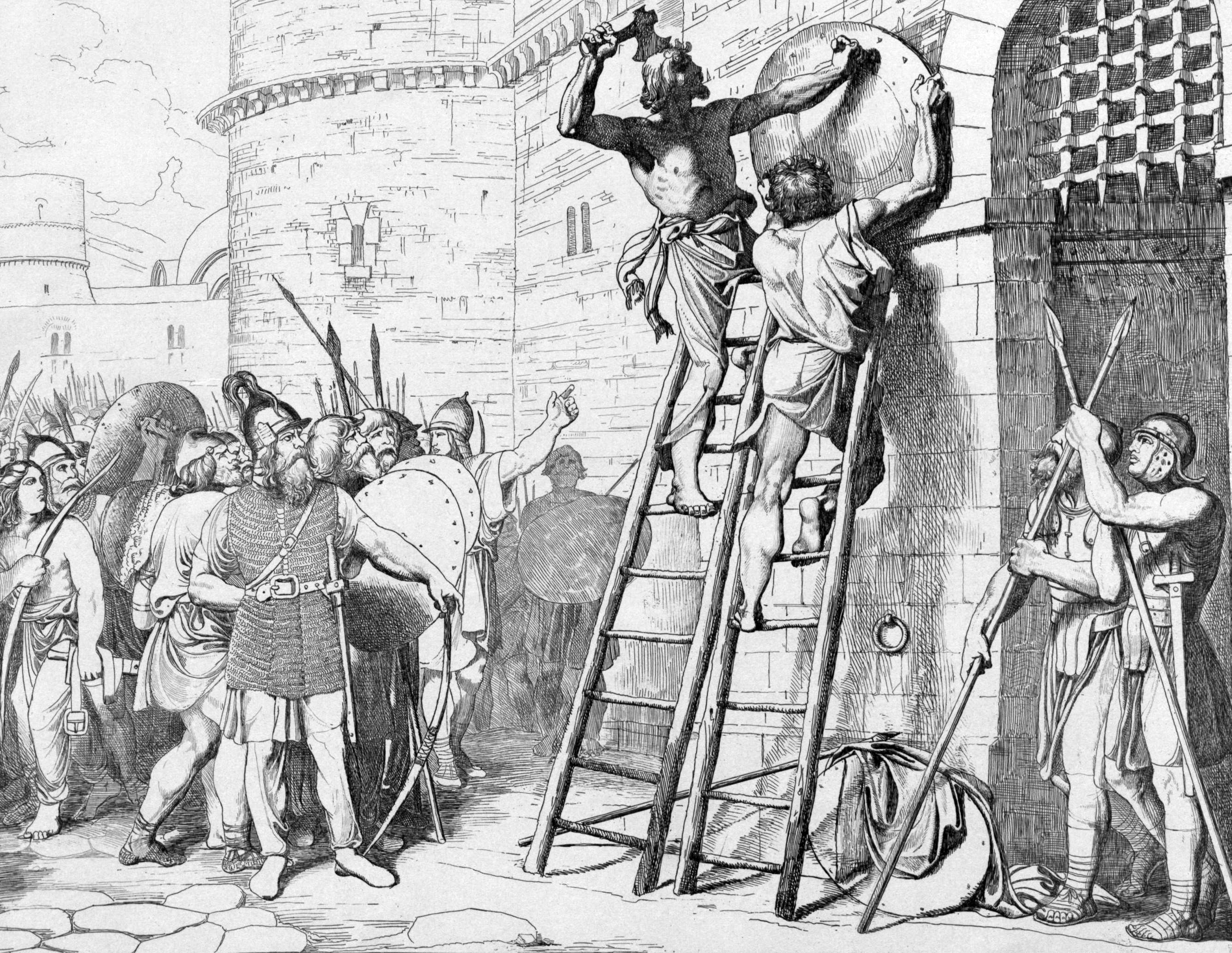
Oleg kiszegezi pajzsát Bizánc kapujára

Szintén a krónika szerint 907-ben 2000 hajóval (és mindegyikben 40 harcossal) Bizánc ellen indult. Mikor megjelentek Konstantinápoly alatt, Bölcs Leó császár bezáratta a kapukat és lánccal elzárta a kikötő bejáratát. Oleg azonban kerekeket szereltetett a hajókra és miután kivárta a megfelelő széljárást, a szárazföldön átvitorlázott a város alá. A megrettent császár nagy hadisarcot és kedvező kereskedelmi feltételeket ajánlott fel a varég vezérnek, aki a győzelem jeleként kiszegezte a pajzsát Konstantinápoly kapujára. A történészek nagy része ezt a történetet csak legendának tartja, a bizánci forrásokban nincs említés erről a hadjáratról.
911-ben Oleg követeket küldött Bizáncba, akik megerősítette a többéves békét és új kereskedelmi szerződést kötöttek.

## Halála
Oleg 912-ben halt meg. Halálának körülményei is legendásak, állítólag megjósolták neki, hogy kedvenc lova okozza majd a halálát. Oleg messzire elvitette a lovat, és csak négy évvel később kérdezte meg, hogy mi történt vele. Jelentették neki hogy elpusztult, de a fejedelem meg akart győződni róla és amikor odavezették a lócsontvázhoz, lábát megvetően a koponyára rakta, mondván "Ettől kellene félnem?". Ekkor a csontok közül egy kígyó csapott ki és megmarta Oleget, így teljesítve be a jóslatot. Hasonló történet ismert azonban Orvard-Odd viking hősről is. Az őskrónika szerint Oleg sírja Kijev mellett a Scsekavicja-hegyen található. A novgorodi krónika azt állítja, hogy Oleg visszaköltözött északra és 922-ben halt meg, és Sztaraja Ladogában temették el.

## Fordítás
Ez a szócikk részben vagy egészben  a(z)   Олег_Вещий című orosz Wikipédia-szócikk ezen változatának fordításán alapul.  Az eredeti cikk szerkesztőit annak laptörténete sorolja fel. Ez a jelzés csupán a megfogalmazás eredetét és a szerzői jogokat jelzi, nem szolgál a cikkben szereplő információk forrásmegjelöléseként.